# Neanthes vaalii
Neanthes vaalii är en ringmaskart som beskrevs av Johan Gustaf Hjalmar Kinberg 1866. Neanthes vaalii ingår i släktet Neanthes och familjen Nereididae. Inga underarter finns listade i Catalogue of Life.